# Municipio de Littlefield
El municipio de Littlefield (en inglés: Littlefield Township) es un municipio ubicado en el condado de Emmet en el estado estadounidense de Míchigan. En el año 2010 tenía una población de 2978 habitantes y una densidad poblacional de 46,82 personas por km².

## Geografía
El municipio de Littlefield se encuentra ubicado en las coordenadas 45°25′54″N 84°47′5″O / 45.43167, -84.78472. Según la Oficina del Censo de los Estados Unidos, el municipio tiene una superficie total de 63.61 km², de la cual 56,26 km² corresponden a tierra firme y (11,55 %) 7,35 km² es agua.

## Demografía
Según el censo de 2010, había 2978 personas residiendo en el municipio de Littlefield. La densidad de población era de 46,82 hab./km². De los 2978 habitantes, el municipio de Littlefield estaba compuesto por el 92,71 % blancos, el 0,3 % eran afroamericanos, el 4,37 % eran amerindios, el 0,2 % eran asiáticos, el 0,07 % eran de otras razas y el 2,35 % eran de una mezcla de razas. Del total de la población el 0,91 % eran hispanos o latinos de cualquier raza.